# Mikołaj (przeor sieradzki)
Mikołaj (ur. w XIII wieku, zm. po 1339) – polski dominikanin i inkwizytor.
Pochodził z Kujaw. Nauki pobierał w szkole zamkowej w Brześciu Kujawskim, a następnie wstąpił do konwentu dominikanów w Płocku. W 1309 był lektorem w konwencie chełmińskim, a w nieustalonym bliżej czasie (między 1311 a 1317) sprawował funkcję przeora w Elblągu. Blisko współpracował wówczas z biskupem włocławskim Gerwardem (zm. 1323), któremu towarzyszył podczas jego wizytacji w pomorskiej części jego diecezji. Był świadkiem gwałtów i rozbojów dokonywanych przez krzyżaków podczas aneksji Pomorza Gdańskiego w 1309 i późniejszych wypraw na ziemie polskie, co spowodowało, że stał się ich zdecydowanym przeciwnikiem. W 1321 pozostawał w służbie króla polskiego Władysława Łokietka i na jego polecenie ogłaszał ekskomunikę rzuconą na zakon krzyżacki w Prusach przez sędziów papieskich za zignorowanie werdyktu w procesie inowrocławskim, nakazującym im zwrot Polsce Pomorza.
W 1331 sprawował funkcję przeora konwentu w Sieradzu. We wrześniu tego roku okolice Sieradza najechali krzyżacy, w związku z toczącą się wojną polsko-krzyżacką (1327-1332). Mikołaj próbował wówczas zapobiec grabieżom i mordom dokonywanym przez rycerzy zakonnych, apelując o litość do znanego sobie osobiście komtura elbląskiego Hermana von Oettingena, jednak bez skutku. Krzyżacy obrabowali wówczas i spalili także konwent i kościół dominikanów, mordując przy tym kilku zakonników. W latach 1338–1339 Mikołaj był lektorem w nieznanym nam klasztorze dominikańskim i przebywał w otoczeniu arcybiskupa gnieźnieńskiego Janisława. W lutym 1339 na powrót objął funkcję przeora sieradzkiego. Złożył bardzo obszerne zeznania przeciwko zakonowi krzyżackiemu wobec sędziów papieskich w tzw. procesie warszawskim w 1339. W aktach tego procesu został określony jako przeor sieradzki oraz inkwizytor Wielkopolski. Jego późniejsze losy nie są znane.